# Sahar Khalifeh
Sahar Khalifeh (àrab: سحر خليفة, Saḥar Ḫalīfa) (Nablus, Mandat Britànic de Palestina, 1941) és una escriptora palestina. Ha escrit onze novel·les, que han estat traduïdes a l'anglès, francès, hebreu, alemany, espanyol i moltes altres llengües. Una de les seves obres més conegudes és la novel·la Wild Thorns (1976). Ha guanyat premis internacionals, com ara la Medalla Naguib Mahfouz de Literatura 2006, per La imatge, la icona i l'aliança.

## Trajectòria
Khalifeh va començar a escriure poc després de la invasió israeliana a Gaza, el 1967, i va publicar la seva primera novel·la (escrita en anglès) l'any 1974: We are not your slave girls anymore.
Va cursar estudis universitaris a Amman (Jordània) i de literatura anglesa a la Universitat de Birzeit (Palestina). L'any 1980 va obtenir una beca per estudiar a la Chapel-Hill University, a Carolina del Nord, i es va doctorar en estudis sobre la dona i la literatura americana a la Universitat de Iowa l'any 1988. Quan va retornar al seu país, el 1988, Khalifeh va fundar el Women's Affairs Center a Nablus, i més tard a Gaza i a Amman.
L'any 1975 va publicar Cactus, que serà l'obra que li donarà importància a nivell internacional. Després van seguir The sunflower (1980), publicada en hebreu i anglès; Memoirs of an unrealistic woman (1986), que descriu la vida d'una dona atrapada en un matrimoni sense amor, i The door of the courtyard (1990). La novel·la The inheritage (1997), que tracta el tema dels matrimonis entre joves de cultures diferents, va provocar polèmica.
Amb la seva novel·la One hot april (2004) mostrarà al món el sofriment del seu poble després de l'ocupació de Palestina per part de l'exèrcit israelià.
Sahar Khalifeh és considerada la principal novel·lista palestina, donada la seva lluita per l'alliberació de Palestina, paral·lelament a la seva lluita per l'alliberació de la dona. Considerat el seu estil com «sensitiu, econòmic i lúcid», és l'autora palestina més traduïda després de Mahmoud Darwish. Alguns mitjans l'han qualificada com la «Virginia Wolf de la literatura palestina», i també com una de les veus més representatives de la literatura àrab del segle xx.